# Melnica (Petrovac na Mlavi)
Melnica (Servisch: Мелница) is een plaats in de Servische gemeente Petrovac na Mlavi. De plaats telt 924 inwoners (2002).